# Pseudanthias flavoguttatus
Pseudanthias flavoguttatus és una espècie de peix de la família dels serrànids i de l'ordre dels perciformes.

## Morfologia
- Els mascles poden assolir 10,2 cm de longitud total[4] i les femelles 8,2.[5]

## Hàbitat
És un peix marí de clima subtropical i associat als esculls de corall que viu entre 18-63 m de fondària.

## Distribució geogràfica
Es troba des del Japó fins a Palau.